# پارک سیتی (یوتا)
پارک سیتی (به انگلیسی: Park City) شهری در ایالت یوتا کشور ایالات متحده آمریکا است که جمعیت آن در سرشماری سال ۲۰۱۰ میلادی، ۷٬۵۵۸ نفر بوده‌است.